# 科斯米娜·斯特拉坦
科斯米娜·斯特拉坦（羅馬尼亞語：Cosmina Stratan，1984年10月20日—），女，罗马尼亚演员。曾获得2012年戛纳电影节最佳女演员奖。